# TRNA guanosina-2'-O-metiltransferasi
La tRNA guanosina-2'-O-metiltransferasi è un enzima appartenente alla classe delle transferasi, che catalizza la seguente reazione:
S-adenosil-L-metionina + tRNA ⇄ S-adenosil-L-omocisteina + tRNA contenente 2′-O-metilguanosina
L'enzima metila il gruppo 2′-idrossi di una guanosina presente in una sequenza GG in posizione 18. Il tRNAPhe di lievito è uno dei migliori substrati.